# Viola bertolonii
Viola bertolonii Pio – gatunek roślin z rodziny fiołkowatych (Violaceae). Występuje naturalnie w południowo-wschodniej Francji oraz we Włoszech (w Liguriii Piemonciea także prawdopodobnie w Emilii-Romanii). 

## Morfologia

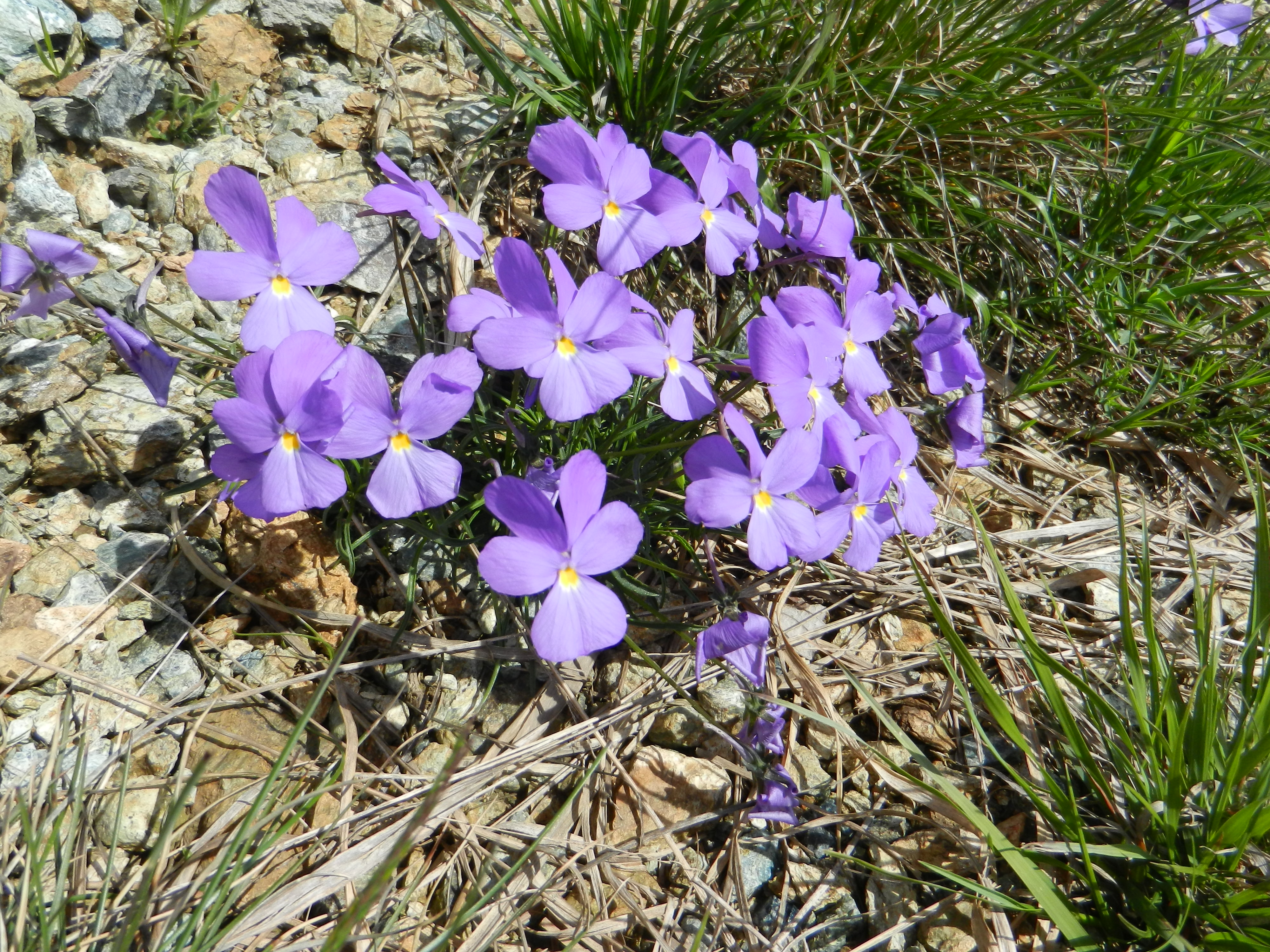
Pokrój

PokrójBylina dorastająca do 30 cm wysokości, tworzy kłącza.
LiścieBlaszka liściowa ma kształt od owalnego lub okrągławego do równowąskiego. Mierzy 12,5–12,5 cm długości oraz 1,5–1,5 cm szerokości, jest karbowana na brzegu, ma sercowatą nasadę i tępy wierzchołek. Ogonek liściowy jest nagi i ma 20 mm długości. Przylistki są równowąskie lub pierzaste.
KwiatyPojedyncze, wyrastające z kątów pędów. Mają działki kielicha o owalnym kształcie. Płatki są odwrotnie jajowate i mają fioletową barwę, płatek przedni jest wyposażony w obłą ostrogę o długości 9-12 mm.

## Biologia i ekologia
Rośnie na łąkach i brzegach cieków wodnych. Występuje na wysokości od 1000 do 2200 m n.p.m. Kwitnie od kwietnia do czerwca. 